# Konoe Kanetsune
Konoe Kanetsune (近衛 兼経?   1210 – 27 de mayo de 1259) fue un kugyō (cortesano japonés de clase alta) que vivió durante la era Kamakura. Fue miembro de la familia Konoe (derivada del clan Fujiwara) e hijo del regente Konoe Iezane.

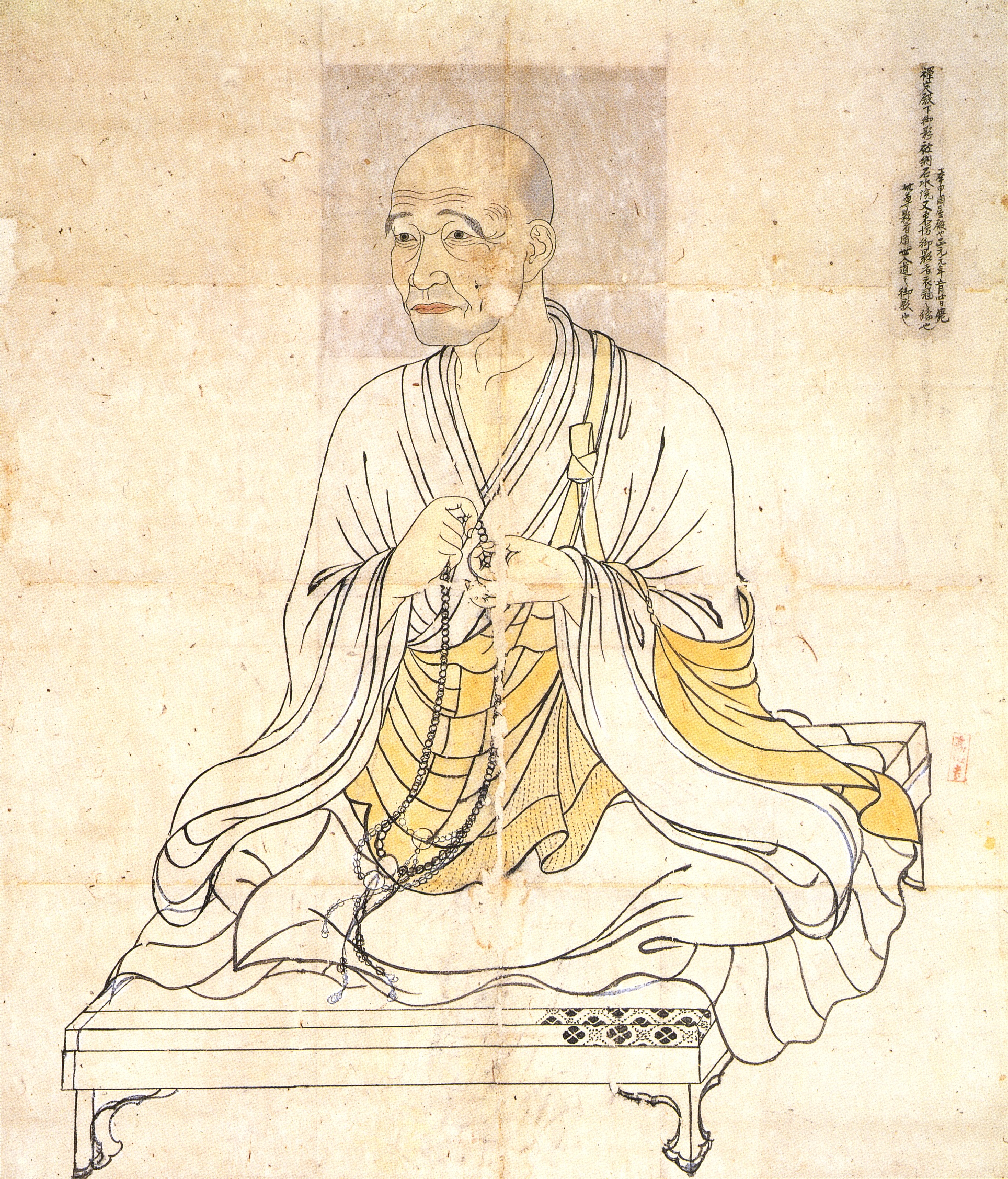
Konoe Kanetsune como monje (Pintura del).

Ingresó a la corte imperial en 1222 con el rango shōgoi inferior y asignado como chambelán, luego en 1223 fue ascendido al rango jushii inferior. Con la muerte abrupta de su hermano mayor Konoe Iemichi en 1224, Kanetsune pasó por un acelerado ascenso de rangos con el fin de ocupar su lugar; fue nombrado vicegobernador de la provincia de Harima, ascendido al rango jusanmi y nombrado gonchūnagon. En 1225 fue ascendido al rango shōsanmi y nombrado gondainagon, en 1226 al rango junii y en 1227 al rango shōnii.
También en 1227 fue nombrado naidaijin, ascendido a udaijin desde 1231 hasta 1235 cuando fue promovido a sadaijin (hasta 1238). En 1236 fue ascendido al rango juichii. En 1237 se casó con una hija del regente Kujō Michiie, con el fin de buscar una reconciliación entre las familia Konoe y Kujō. 
En 1237 fue designado sesshō (regente) del joven Emperador Shijō hasta 1242, cuando este abruptamente falleció; Kanetsune mantuvo la regencia como kanpaku de su sucesor, el Emperador Go-Saga; pero por presiones de Saionji Kintsune, fue sustituido por el nieto de este, Nijō Yoshizane, a los pocos días. Kanetsune también ocupó el cargo de Daijō Daijin (Canciller del Reino) durante el reinado del Emperador Shijō entre 1240 y 1241.
Cuando Michiie comenzó a perder influencia en la corte en 1247, Kanetsune se convirtió en líder del clan Fujiwara y volvió a la regencia como sesshō del joven Emperador Go-Fukakusa hasta 1252. 
En 1257 abandonó su vida como cortesano y se convirtió en monje budista (shukke) tomando el nombre de Shinri (真理?) y vivió en Uji hasta su muerte. Tuvo como hijo al regente Konoe Motohira y como hija a Konoe Saishi, consorte del Príncipe Munetaka, sexto shogun Kamakura.